# Syrská sociálně nacionální strana

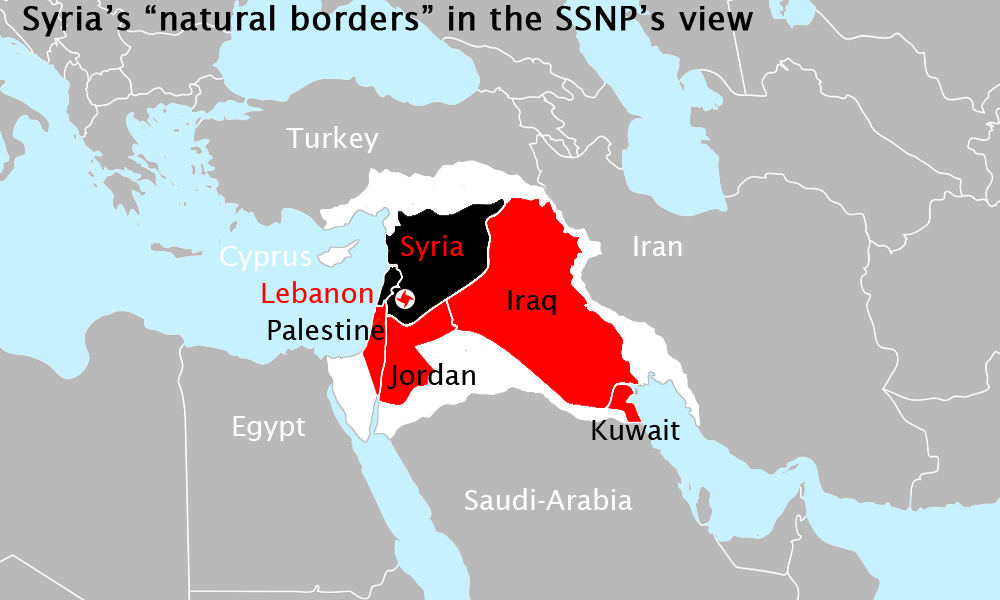
Rozsah Velké Sýrie

Syrská sociálně nacionální strana (arabsky الحزب السوري القومي الاجتماعي, Hizb al-as-Sūrī al-Qawmī al-Ijtimā Î), někdy též Syrská lidová strana (podle francouzského označení Parti Populaire Syrien), je nacionalistická strana v Sýrii a Libanonu. Strana požaduje vytvoření Velké Sýrie zahrnující dnešní Sýrii, Libanon, jižní provincii Turecka Hatay, Izrael, Palestinská území, Sinajský poloostrov, Kypr, Jordánsko, Irák a Kuvajt.
Byla založena v Bejrútu v roce 1932 a následně sehrála významnou roli v libanonské politice, důležité byly zejména její pokusy o státní převrat v letech 1949 a 1961. Během První libanonské války (1982) vedla aktivní odpor proti Izraelským obranným silám. Nyní je součástí Aliance 8. března, tj. prosyrské koalice tvořené dále hnutím Amal, Hizballáhem a dalšími subjekty.
V Sýrii byla strana začátkem 50. let vlivnou politickou silou, byla však v roce 1955 potlačena. Nadále zůstala organizována, proto se po legalizaci v roce 2005 stala s 90 tisíci členy druhou největší formací po straně Baas. SSNS funguje v rámci Pokrokové národní fronty.

## Historie strany

### V Libanonu

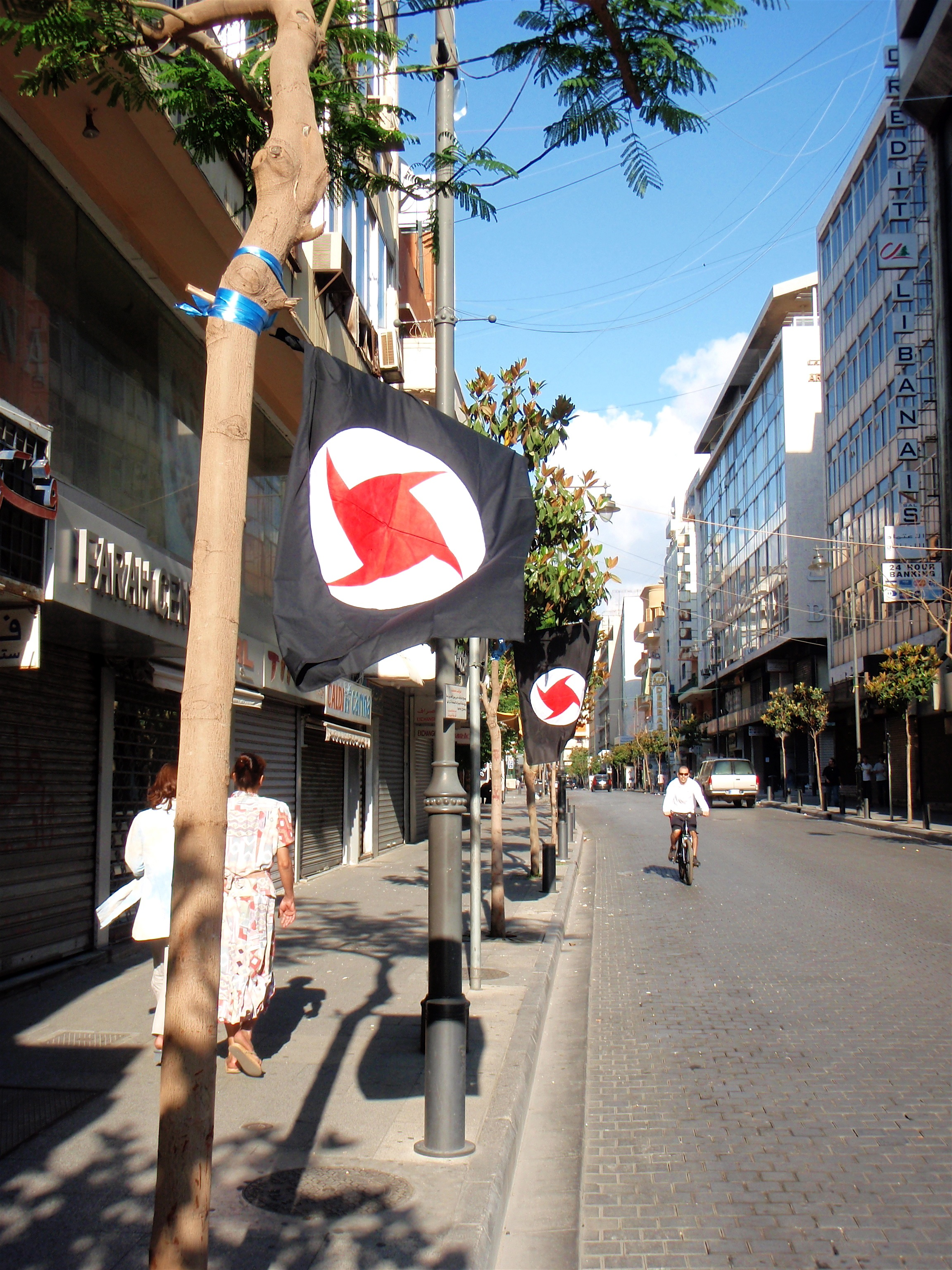
Vlajky strany v ulicích Bejrútu, 2008

Stranu založil v roce 1932 novinář, filozof a učitel němčiny na americké univerzitě v Bejrútu z pravoslavné rodiny Antun Saadeh. Po první tři roky působila pouze v podzemí, poté co začala zjevné aktivity se stala strana předmětem tvrdých represí francouzských koloniálních orgánů. Sám Saadeh byl několikrát zatčen a nakonec v roce 1938 emigroval do Jižní Ameriky.

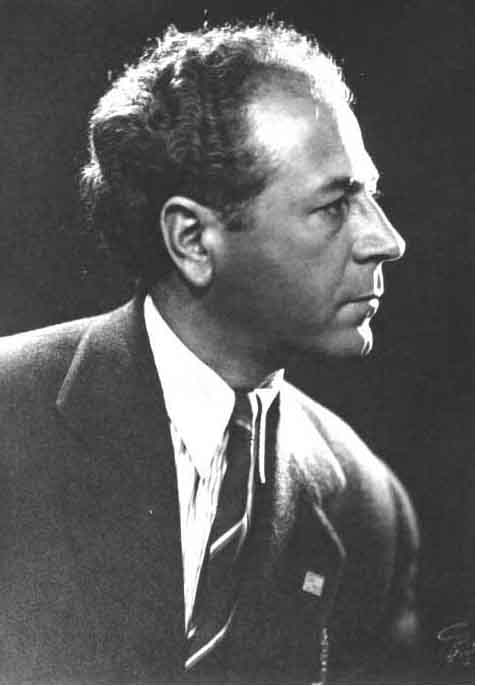
Zakladatel strany Antun Saadeh

Strana fungovala na pevném hierarchickém a vůdcovském uspořádání. Její ideologií byla sekularní forma nacionalismu, dále požadovala ekonomické a sociální reformy.
V roce 1947 se Saadeh navrátil do Libanonu a pronesl silně protivládní projev, po němž následovalo zatýkání členů strany. Roku 1949 napadli členové provládní Falangistické strany jedno ze sídel SSNS. V reakci na událost byly obě strany postaveny mimo zákon, nicméně vlna represí se dotkla opět pouze sociálních nacionalistů. Saadeh následně vyhlásil státní převrat s údajnou podporou syrského diktátora Husni al-Za'ima. Ten mu nabídl zbraně a pozval ho k jednání. Když však Saadeh přijel do Sýrie, byl zatčen a předán libanonským orgánům. Byl odsouzen a popraven během 24 hodin (8. července).
Začátkem 50. let se SSNS profilovala jako pravicová a antikomunistická strana. Odmítla Násirovu vizi arabského socialismu a Sjednocené arabské republiky.
V roce 1958 bojovala během libanonské občanské války na vládní straně proti arabským nacionalistům. Následně byla opět legalizována. Nicméně v roce 1961 se strana pokusila o další státní převrat, po neúspěchu byla opět zakázána a její vedoucí činitelé byli uvězněni. Začátkem 70. let přešla na levici politického spektra, což vedlo k rozštěpení strany a sporům o Saadeho odkaz. Kromě levicového nacionalismu bývá též považována za krajně pravicovou.
V roce 1975 vypukla občanská válka mezi levicovým Národním libanonským hnutím (včetně SSNS) a pravicovým hnutím Kataeb (Falangou). Po izraelské invazi ve prospěch pravicových sil se sdružila SSNS, Komunistická strana Libanonu a další formace do společného odporu. Nejvýznamnější akcí syrských nacionalistů bylo zabití dvou izraelských vojáků v Bejrútu, tuto akci si strana každoročně připomíná.

### V Sýrii
SSNS byla jednou z nejvlivnějších stran syrské politiky po získání nezávislosti v roce 1946 a obnovení demokracie v roce 1954. V roce 1955 byl zabit plukovník syrské armády členem SSNS, čehož využili hlavní oponenti (tzn. Baas a komunisté) a vliv strany byl potlačen. Názory a aktivity strany během libanonské občanské války byly totožné s cíli syrské vlády, což dopomohlo k sblížení SSNS se systémem. V roce 2001 se (ještě jako zakázaná strana) účastnila jednání Pokrokové národní fronty jako pozorovatel. Na jaře roku 2005 byla legalizována jako první nesocialistická a nearabskonacionalistická strana. V roce 2007 získala 2 mandáty v Národní radě.

### Mimo Libanon a Sýrii
SSNS má pobočky v různých zemích, například v Austrálii, ve Spojených státech amerických, v Brazílii, v Argentině, či v zemích západní Evropy. Velmi malý počet příznivců má strana v Jordánsku a v Palestinské autonomii.